# 塔拉克毛火山
塔拉克毛火山是印度尼西亞的火山，位於蘇門答臘島西部，行政方面由西蘇門答臘省負責管轄，海拔高度2,919米，沒有火山活動的證據。

## 外部連結
- Global Volcanism Program （页面存档备份，存于）